# Gregory Barnaby
Gregory Barnaby (* 24. Juni 1991) ist ein italienischer Triathlet und Duathlet. Er ist mehrfacher italienischer Meister (2021, 2023) und wird als Führender in der Bestenliste italienischer Triathleten auf der Ironman-Distanz geführt.

## Werdegang
Gregory Barnaby wurde im April 2021 italienischer Meister auf der Duathlon-Sprintdistanz und im Juli auch italienischer Meister auf der Triathlon-Mitteldistanz.
Im August 2022 wurde er Vierter bei der ITU-Weltmeisterschaft auf der Triathlon-Langdistanz und im November wurde er Dritter bei der Erstaustragung des Ironman Israel in Tiberias.
2023 wurde er Italienischer Meister Duathlon und im Oktober 2024 wurde der 33-Jährige als bester Italiener Sechster bei den Ironman World Championships auf Hawaii.
Im Dezember gewann er in Australien auf der Mitteldistanz den Ironman 70.3 Busselton.
Gregory Barnaby ist liiert mit der Triathletin Giorgia Priarone (* 1992).

## Sportliche Erfolge
| Datum/Jahr    | Rang | Wettbewerb                                          | Austragungsort | Zeit     | Bemerkung                                   |
| ------------- | ---- | --------------------------------------------------- | -------------- | -------- | ------------------------------------------- |
| 30. Sep. 2023 | 15   | ITA Sprint Distance Triathlon National Championship | Cervia         | 00:51:36 |                                             |
| 25. Juni 2023 | 8    | ITA Triathlon National Championship                 | Alba Adriatica | 01:52:06 |                                             |
| 2. Okt. 2022  | 22   | ITA Sprint Distance Triathlon National Championship | Cervia         | 00:53:33 | hinter Alessio Crociani                     |
| 26. Feb. 2022 | 1    | Volcano Triathlon                                   | Lanzarote      | 01:51:41 | Sieger neben Sara Pérez Sala bei den Frauen |

| Datum/Jahr    | Rang | Wettbewerb                                           | Austragungsort    | Zeit     | Bemerkung                                           |
| ------------- | ---- | ---------------------------------------------------- | ----------------- | -------- | --------------------------------------------------- |
| 6. Apr. 2025  | 5    | T100 Singapur                                        | Singapur          | 03:22:30 | 2 km Schwimmen, 80 km Radfahren und 18 km Laufen    |
| 1. Dez. 2024  | 1    | Ironman 70.3 Busselton                               | Busselton         | 03:37:35 |                                                     |
| 26. Okt. 2024 | 6    | Ironman Hawaii                                       | Kailua-Kona       | 07:48:22 |                                                     |
| 18. Aug. 2024 | 3    | Ironman Germany                                      | Frankfurt am Main | 07:33:44 | Ironman European Championship; Raddistanz 177 km    |
| 27. Juli 2024 | 10   | T100 London                                          | London            | 03:21:05 | 2 km Schwimmen, 80 km Radfahren und 18 km Laufen    |
| 11. Mai 2024  | 3    | Ironman 70.3 Mallorca                                | Alcúdia           |          |                                                     |
| 2023          | 2    | Ironman 70.3 Maine                                   | Old Orchard Beach | 03:39:17 |                                                     |
| 25. Nov. 2022 | 3    | Ironman Israel                                       | Tiberias          | 07:47:02 | bei der Erstaustragung                              |
| 25. Sep. 2022 | 1    | Challenge Sanremo                                    | Sanremo           | 04:11:59 | [ 5 ]                                               |
| 22. Aug. 2022 | 4    | ITU Long Distance Triathlon World Championships      | Šamorín           | 03:16:21 | ITU-Weltmeisterschaft auf der Triathlon Langdistanz |
| 11. Juli 2021 | 1    | ITA Middle Distance Triathlon National Championships | Lovere            | 03:41:21 | Staatsmeister auf der Mitteldistanz                 |

| Datum/Jahr    | Rang | Wettbewerb                                 | Austragungsort   | Zeit     | Bemerkung                             |
| ------------- | ---- | ------------------------------------------ | ---------------- | -------- | ------------------------------------- |
| 16. Apr. 2023 | 1    | ITA Sprint Duathlon National Championships | Quinzano d’Oglio | 01:43:29 | Italienischer Meister Duathlon        |
| 26. März 2022 | 4    | ITA Sprint Duathlon National Championships | Imola            | 00:53:43 |                                       |
| 18. Apr. 2021 | 1    | ITA Sprint Duathlon National Championships | Imola            | 00:49:32 | Italienischer Meister Sprint-Duathlon |

(DNF – Did Not Finish)